# Acromyrmex crassispinus
Acromyrmex crassispinus es una especie de hormiga cortadora de hoja del género Acromyrmex, tribu Attini, familia Formicidae. Fue descrita científicamente por Forel en 1909.
Se distribuye por Argentina, Brasil y Paraguay. Se ha encontrado a elevaciones de hasta 200 metros. Habita en bosques subtropicales.